# Capriotti's
O Capriotti's Sandwich Shop, Inc. (também chamada Capriotti's) é uma cadeia de restaurantes de fast casual nos Estados Unidos. A cadeia de restaurantes foi fundada em Wilmington, Delaware, em 1976. A Capriotti's tem 112 locais de propriedade da empresa e franquias em 27 estados.

## História
O Capriotti's foi fundado em Little Italy, Wilmington, Delaware, em 1976. O restaurante recebeu o nome do avô dos fundadores, Philip Capriotti. Em 1988, o segundo restaurante foi inaugurado em New Castle, Delaware. Em 1991, o Capriotti's começou a franquiar os seus restaurantes.
Em 1993, foi inaugurado o primeiro restaurante em Las Vegas, Nevada, na Sahara Avenue, perto da Las Vegas Boulevard. Em 2004, Ashley Morris e Jason Smylie abriram uma franquia em Las Vegas. Na altura, Morris era o mais jovem consultor financeiro da Wells Fargo e Smylie era engenheiro de software na Bechtel Nevada. Morris e Smylie eram também investidores no mercado imobiliário e tomaram a decisão de investir numa franquia depois de saberem que o retorno do investimento era superior a tudo aquilo em que estavam a pensar investir. Em 2007, Morris e Smylie colocaram a empresa em depósito. No ano seguinte, Morris, Smylie e um grupo de investidores constituído por 95% de habitantes de Las Vegas compraram a Capriotti's. No final de 2008, a Capriotti's tinha 44 restaurantes. A Capriotti's tinha 44 restaurantes no final de 2008. Morris é o CEO da empresa. Em 2008 e 2009, a cadeia foi o patrocinador oficial das sanduíches do World Series of Poker em Las Vegas. A Capriotti's foi classificada na lista dos 500 melhores franchisados da revista Entrepreneur em 2010 e manteve-se nessa posição até 2014.
A Capriotti's foi a estrela do programa Unwrapped da Food Network em dezembro de 2011. Em novembro de 2013, a Capriotti's expandiu a sua presença na Costa Leste, abrindo a sua primeira loja em Washington, DC. Joe Biden foi o primeiro cliente a ser servido na inauguração da loja.  Nesse ano, a Capriotti's obteve mais de US$ 58 milhões em receitas e registou um crescimento de 48% em relação aos três anos anteriores. Em 2014, a empresa foi nomeada uma das “10 melhores franquias alimentares para o seu dinheiro” e uma das “melhores franquias da América” pela revista Forbes.
O estudo Quick Track da Sandelman & Associates sobre os 10 principais conceitos de restaurantes de serviço rápido classificou o Capriotti's entre os dez melhores em termos de satisfação geral e ganhou o prêmio de melhor qualidade e sabor no estudo de 2014.